# Sotto una buona stella (singolo)
Sotto una buona stella è un brano musicale cantato da Michele Bravi e scritto da Federico Zampaglione.

## Colonna sonora
Il singolo costituisce la colonna sonora del film di Carlo Verdone, Sotto una buona stella, pellicola uscita nelle sale cinematografiche il 13 febbraio 2014.

## Video
Il 17 febbraio 2014 esce in anteprima il video ufficiale di Sotto una buona stella, nel video oltre a Michele vi sono presenti anche Paola Cortellesi e Carlo Verdone. Il video esce sia sulla piattaforma Sky e il sito di corriere della sera.

## Tracce
Testi e musiche di Federico Zampaglione.
1. Sotto una buona stella – 2:47

## Classifiche
| Classifica (2014) | Posizione massima |
| ----------------- | ----------------- |
| Italia            | 31                |